# برنارد صموئيل
برنارد صموئيل (بالإنجليزية: Bernard Samuel)‏ هو سياسي أمريكي، ولد في 9 مارس 1880، وتوفي في 12 يناير 1954. حزبياً، نشط في الحزب الجمهوري. وقد انتخب List of mayors of Philadelphia ‏.